# Die Wacht am Rhein (Roman)
Die Wacht am Rhein ist ein Roman der deutschen Schriftstellerin Clara Viebig. Der Roman, der mit dem gleichnamigen patriotischen Lied wenig gemein hat, wurde von 1901 bis 1902 in Fortsetzungen in dem Unterhaltungsblatt „Über Land und Meer“ vorabgedruckt und erschien in Buchform im Jahr 1902 im Verlag Friedrich Fontane.
In dem historischen Roman, der im preußisch gewordenen Düsseldorf des 19. Jahrhunderts spielt, zeichnet Clara Viebig in drei Büchern das Zusammenwachsen der Rheinländer mit den ehemals ungeliebten Preußen über drei Generationen am Beispiel der Familie Rinke nach. Nebenbei entwirft sie ein buntes Bild des Lebens in der alten Gartenstadt, in der die Industrialisierung Einzug hält, und setzt dem von ihr verehrten Dichter Heinrich Heine ein literarisches Denkmal.

## Handlung

### Erstes Buch
Im ersten Buch, das im Jahr 1830 beginnt, stehen der preußisch-protestantische Feldwebel Friedrich Rinke und seine Frau Katharina im Mittelpunkt. Die Preußen, zumal die Lutheraner, genießen in Düsseldorf wenig Sympathien. Dennoch hat sich die katholisch-rheinische Schankwirtstochter Katharina in Rinke verliebt, und die Ehe wird von der Tochter gegen den Widerstand der Eltern Peter und Josefine Zillges ertrotzt. Trina zieht zu ihrem Ehemann in eine karge Kaserne, in welcher der Soldat seinen Wohnsitz nehmen muss. Bald bringt die junge Feldwebelin ihr erstes Kind, Josefine, zur Welt. Die Hebamme Dauwenspeck, die dem Vater das Kind am Fenster zeigen will, missbilligt den Preußen im Kasernenhof, der nur an seine beruflichen Pflichten denkt.
Die Ehe zwischen der Düsseldorfer Bürgerstochter und dem preußischen Feldwebel ist nicht glücklich. Rinke wünscht, sich im Krieg zu bewähren und hält militärische Tugenden hoch. Trina hingegen liebt rheinischen Frohsinn und hält es mit dem Glauben ihrer Region. Bald bereut sie ihre Einwilligung, die Kinder ‚lutherisch‘ zu erziehen, was sie als sündhaft empfindet. Josefine geht der Mutter, die mit den kleineren Geschwistern Wilhelm, Friedrich, Ferdinand und Karl fünf Kinder versorgen muss, geschickt zur Hand.
Der kränkliche Wilhelm wird vom Vater verachtet. Glücklicherweise findet er Verständnis bei den Großeltern und darf bei ihnen wohnen. Josefine wird die Freude des Vaters. Auf seine Initiative muss sie aber gegen ihren Willen von den katholischen Ursulinen zur evangelischen höheren Töchterschule wechseln. Voller Stolz bringt der Vater seiner Lieblingstochter militärische Tugenden bei, während die Mutter dies für Unsinn hält:
„Wie viel Elemente haben wir?“ „Fünf!“ „Wie heißen sie?“ So antwortete sie mit leuchtenden Augen: „Treue, Tapferkeit, Gehorsam, Pflichtgefühl und Ehre!“ Frau Trina hingegen „schüttelte wohl den Kopf über diese ‚Dummheiten‘, aber sie sagte nichts – wenn es ihnen nur Spaß machte! ‚Jedes Dierken hat sein Pläsierken‘, dachte sie.“
Josefine freundet sich mit Cäcilie und Viktor von Clermont, den Kindern von Rinkes Vorgesetzten an, und die Kinder erleben gemeinsam einen Martinszug und den Nikolaustag. Diese Feste beeindrucken das junge Mädchen sehr. Sie liebt ‚Puffert‘ aus Buchweizenmehl und Korinthen und den Zug: „Wie Glühwürmchen funkelt es auf in den dunklen Straßen, an den Häusern zieht es vorbei in bunten Reihen, über den Köpfen wogen und wirren schwanke Lichter in Weiß und Gelb, in Rot und Grün. Licht, Licht – ein Meer von schwankenden Lichtern!“ Auch ein Hochwasser erleben die mittlerweile Herangewachsenen gemeinsam. Hier tauscht Josefine mit Viktor den ersten Kuss.

### Zweites Buch
Das Geschehen des zweiten Buches, das mit dem Jahr 1847 seinen Lauf nimmt, wird von Josefine und ihren Geschwistern als junge Erwachsene dominiert. Die Vorboten der 1848er Revolution gewinnen Einfluss auf die Menschen. In Düsseldorf gärt es, aber Rinke sieht es nicht gerne, wie die Bürger ihrem Begehren nach Freiheit Ausdruck verleihen.
Wilhelm, der in seiner Schneiderlehre unglücklich ist, gelingt es nach harten Auseinandersetzungen mit dem Vater, den ‚Bunten Vogel‘, die Gastwirtschaft der Großeltern, zu übernehmen. Die Wirtschaft erlebt einen seltenen Aufschwung, da der junge Mann es vermag, Künstler anzuziehen, die in besonderem Maße die Ideen der 1848er Revolution vertreten. Es bleibt nicht aus, dass Wilhelm von diesem Gedankengut angesteckt wird.
Anlässlich der Hochzeit von Cäcilie von Clermont mit dem Wuppertaler Fabrikanten vom Werth sieht Josefine den einstigen Freund der Kindheit, Viktor, wieder. Beide verleben eine glückliche Zeit, obwohl beide sich bewusst sind, dass eine Legalisierung der Verbindung aufgrund der Standesunterschiede unmöglich ist. Gleichzeitig wirbt der einfache, aber rechtschaffene Sergeant Conradi um Josefine. Auf Geheiß des Vaters heiratet die Tochter den Mann gleichen Standes und folgt ihm nach Vohwinkel. Die Brüder Ferdinand und Karl gehen zum Militär, während Friedrich Schlosserlehrling wird.
Vor ihrem Abschied schenkt Viktor Josefine ein Büchlein mit Gedichten des von ihr verehrten Heinrich Heine, das sie wie einen Schatz aufbewahrt: „… ein Bändchen, klein wie ein Gebetbuch, aber weit leuchtend, auffallend durch sein brennendes Rot. Goldene Passionsblumen rankten sich darüber, ein gelbseidenes Bändchen lag als Lesezeichen darin…“ Insbesondere Heines Gedicht „Die Lore-Ley“ mit dem heute noch berühmten Einleitungsvers Ich weiß nicht, was soll es bedeuten hat es ihr angetan. Josefine sucht Heines Wohnhaus auf, aber sie ist enttäuscht, dass der Dichter von den Düsseldorfern nicht geehrt wird: „Sie stand in einem engen Hof der Bolkerstraße und blickte an dem mit Kalk beworfenen kahlen Hinterhaus in die Höhe. Also da oben, hinter jenen Fenstern war er geboren, er der die schönen Lieder gemacht?! Der für all das Worte gefunden, was hier im Wind über die Dächer flog und draußen vor’m Thor im Rhein rauschte!“
Aufstände, die sich zunächst auf Berlin und die Industriezentren beschränkt hatten, weiten sich auch auf Düsseldorf aus. Überall sind schwarz-rot-goldene Fahnen zu sehen. Die Gegensätze zwischen den Düsseldorfern und dem preußischen Militär verschärfen sich, insbesondere, als einige Bürger zu Tode kommen. Als Josefine erleben muss, dass ihr Jugendfreund Viktor ihren Bruder Wilhelm verfolgt und dabei die Großmutter bedroht, wendet sie sich von ihm endgültig ab.
Auch Rinke wird zum Einsatz gegen die Barrikadenkämpfer gerufen, zu denen sich, ohne das Wissen des Vaters, Wilhelm gesellt hat. Ohne dies zu wissen, stehen sich plötzlich Vater und Sohn gegenüber: „Ohne Besinnen reißt der Soldat die Pistole heraus und schlägt an – Mann gegen Mann – da zeigt ihm ein Feuerstrom, der vorüberfährt, ein pulvergeschwärztes, angstverzerrtes Jungengesicht – Wilhelm!“ Rinke, der von einem Pflasterstein getroffen wird, fühlt tief in seiner Soldatenehre verletzt. Er hinterlässt einen Zettel mit der Aufschrift „Über alles die Ehre!“ und begeht Selbstmord. Eine ehrenvolle Bestattung wird ihm verweigert. Wilhelm flüchtet und bleibt fortan verschollen.

### Drittes Buch
Die Handlung des dritten Buches setzt 1866 nach der Beendigung des Preußisch-Österreichischen Krieges ein und zeigt insbesondere die mittlerweile verwitwete Josefine und ihre Söhne Peter und Fritz. Nach dem frühen Tod ihres Ehemannes hat sich Josefine entschlossen, nach Düsseldorf zurückzukehren und gegenüber der Kaserne ein Lädchen einzurichten. Dabei hilft ihr die Mutter, die nach dem Tod des Vaters ihren wohlhabenden Jugendfreund Hendrich Schnakenberg geheiratet hat. Auch Friedrich, der gut verdient, unterstützt die Schwester.
Josefine versorgt ihren Bruder Ferdinand, der im Krieg ein Bein verloren hat. Nach einer kurzen Zeit der Euphorie als ‚Held des Krieges‘ wendet er sich dem Trunk zu und verfällt in Depressionen. Josefine ist bei den Soldaten beliebt, jedoch weist sie Avancen zurück und kümmert sich um ihre Kinder. Peter will Kunstmaler werden, Fritz soll bei Onkel Friedrich ein einträgliches berufliches Feld finden.
Der Deutsch-Französische Krieg bricht aus, gegen den Willen der Düsseldorfer:
„Mancher Bürger schüttelte ärgerlich den Kopf – all das Malheur kam von dem Krieg, dem unseligen Bruderkrieg […] Waren die Österreicher denn nicht deutsche Brüder, und die Hannoveraner, die Hessen, die Nassauer, die Sachsen, die Bayern erst recht? Aber dem von Bismarck war eben alles egal, ‚Blut und Eisen‘ hieß dessen ganze Politik – wär‘ der nur, wo der Pfeffer wächst!“
Josefine ist voller Angst, ihre Kinder zu verlieren. Tatsächlich fällt ihr Lieblingssohn Peter in der Schlacht bei Spichern, wie auch Cäcilies Sohn Eugen. Josefine, die ihre Mission in der Pflege der verwundeten Soldaten sieht, steht den französischen Verwundeten zunächst ablehnend gegenüber, da sie diese verantwortlich macht für den Verlust ihres geliebten Sohnes. Ein sterbender französischer Soldat lehrt sie jedoch, in dem jungen Mann den Menschen zu sehen:
„Sein Auge schweifte von ihrem schmerzversteinerten Gesicht hinunter über ihr schwarzes Trauerkleid, mit großer Willensanstrengung hob er ein wenig den Kopf und nickte: „Pau-vre mère!“ Was, was hatte er gesagt?! Sie saß wie erstarrt, ganz erschrocken. […] Arme Mutter – da sprang ihr plötzlich etwas wie ein Reifen vom Herzen […]. Das war nicht mehr der feindliche Fahnenträger, ein verhaßtes, französisches Gesicht – das war nur ein Sohn, auch einer Mutter lieber Sohn! […] Als sie das schwere Kasernentor öffnete, gähnte die Straße dunkel wie ein Grab. Verstummt die Vaterlands- und Siegeslieder, nur der Nachtwind wimmerte um die Ecken eine klägliche Melodie. Es klang wie Weinen.“
Das Land atmet auf, als eine Depesche den Frieden meldet. Auf dem Friedhof am Grab ihres Vaters versucht Josefine, ihrem Leben und dem Verlust ihres Sohnes einen Sinn zu geben, indem sie seinen Tod als notwendiges Opfer für ein geeintes Deutschland sieht.

## Stoffgeschichte und Themen
Grundlage des Romans von Clara Viebig sind die historischen Begebenheiten seit der Zeit Napoleons – die allerdings lediglich in den Erinnerungen von Großvater Zillges präsent sind – bis zur Ausrufung des Friedens nach dem 1870/71er Krieg. Die Schriftstellerin fokussiert die historischen Ereignisse auf die Stadt Düsseldorf und das Umland, wobei ein besonderer Schwerpunkt ihrer Darstellung die anfänglichen Konflikte zwischen den Preußen und Rheinländern ist. Neben dieser allgemein-historischen Komponente zeichnet sie die Entwicklung des alten verschlafenen Düsseldorfs nach, das sich in jener Zeit in eine Großstadt verwandelt.
Über die historischen Ereignisse hinaus verarbeitet die Schriftstellerin, die 1868 mit ihren Eltern nach Düsseldorf verzogen war und dort bis 1883 lebte, zahlreiche persönliche Erlebnisse ihrer Jugend. Die Protagonistin Josefine Rinke war eine Freundin Clara Viebigs, die mit ihrer Familie tatsächlich in der alten Düsseldorfer Kaserne wohnte.
Die Jugendliche erlebte und liebte die Düsseldorfer Bräuche und Feste, wie den Karneval, die Martinszüge oder den Nikolaustag. Auch hat sie ein Hochwasser des Rheins selbst erlebt, und sie durfte ihre Mutter während des Krieges 1870/71 zum Lazarettdienst an den Soldaten in die alte Kaserne begleiten.
Eine weitere Episode mit autobiographischem Hintergrund ist die Erwähnung von Heinrich Heine und seinem „Buch der Lieder“. In ihrer Jugend war Clara Viebig eine glühende Verehrerin dieses Dichters. In ihren autobiographischen Schriften berichtet sie darüber, dass sie dessen Geburtshaus in Düsseldorf tatsächlich aufgesucht hat und darüber enttäuscht gewesen ist, dass die Stadt das Andenken des Dichters nicht besser bewahrte.

## Interpretationsansätze

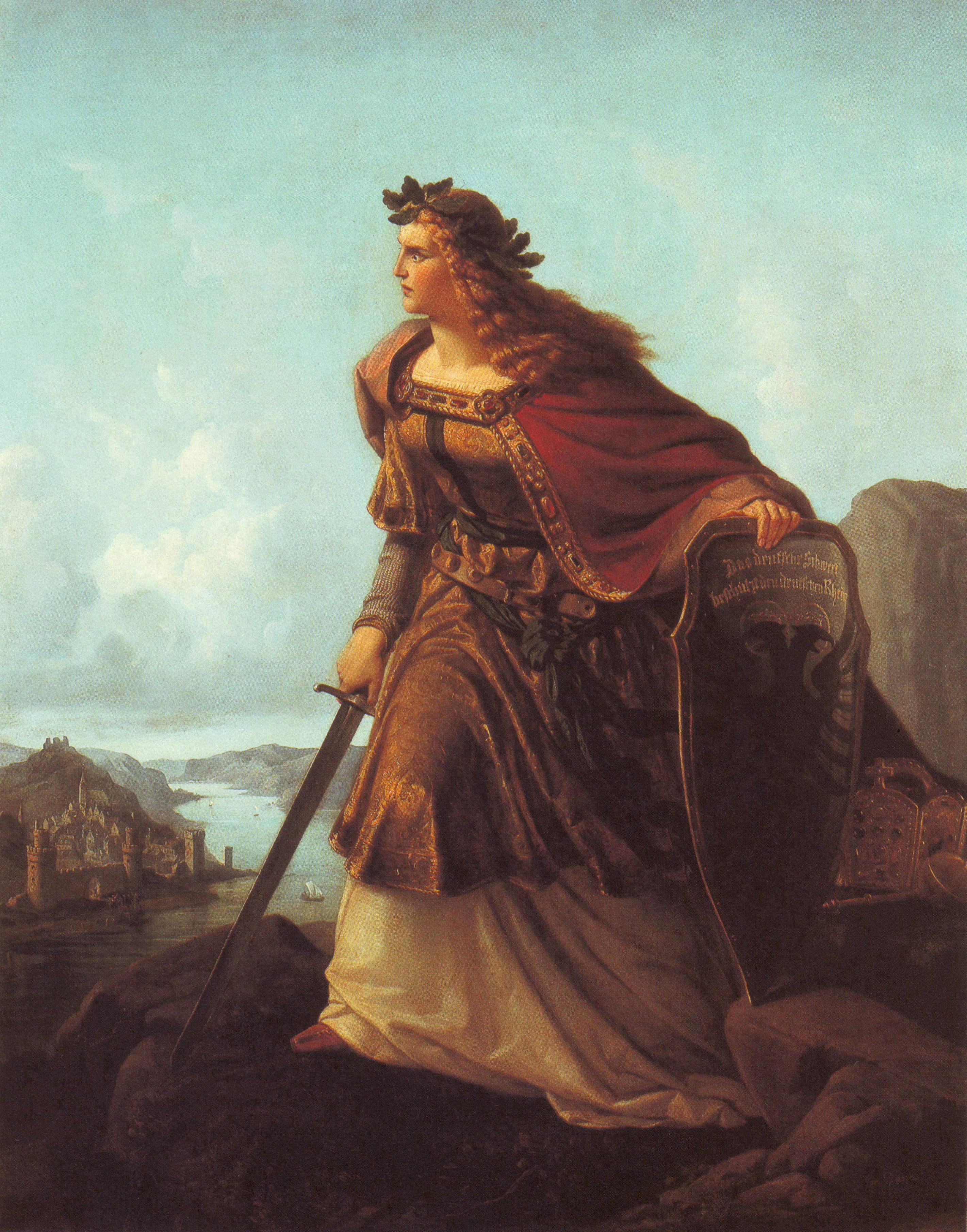
Lorenz Clasens Germania auf der Wacht am Rhein, 1860. Öl auf Leinwand.

Clara Viebig zeichnet in ihrem Roman die Atmosphäre der Stadt Düsseldorf in der Mitte des 19. Jahrhunderts nach. Diese zeigt sich besonders plastisch in Passagen, in denen die Schriftstellerin die Bräuche der Volksfeste schildert, wie Karneval, Martins- oder Nikolaustag, oder in der Aufzeichnung der Geschehnisse bei Hochwasser, die Clara Viebig teilweise bereits in früheren Skizzen ähnlich ausgearbeitet hat. In der Darstellung dieser Heimatbräuche bemerkt Gottfried Scheuffler, trotz des Weltentons des Romans, „das traute Lied der Heimatliebe“, das für ihn allerdings „frei und rein von jedem Parteiklang“ ist.
Für den ‚eigentlichen Helden‘ des Romans hält Bernd Kortländer, über die alte Gartenstadt hinaus, „die große Kaserne an der Kasernenstraße.“ Als Hauptörtlichkeit des Geschehens verweise sie auf mehr als einen bloßen Ort; sie sei zugleich „Symbol des Krieges, aber auch Zeichen und Kraftzentrum des preußischen Einflusses in Düsseldorf“.
Das beherrschende Thema des Romans ist die Darstellung des Zusammenwachsens zwischen Preußen und Rheinländern in seiner historischen Bedingtheit. Insgesamt wird dieses Werk Clara Viebigs als einer der wenigen nennenswerten Beiträge des Naturalismus zur Gattungsgeschichte des historischen Romans bezeichnet. Erzähltechnisch nimmt sie eine künstlerische Reproduktion des historischen Stoffes vor im Sinne einer poetischen Umgestaltung. Clara Viebig wählt „nicht das Endergebnis einer geschichtlichen Entwicklung, den historischen Moment, […] zum Gegenstande poetischer Gestaltung, sondern eben den Prozeß des historischen Werdens selbst in seiner kausalen Verknüpfung und Bedingtheit.“ Dabei pflegt sie meist eine personale Erzählperspektive mit erlebter Rede, die ihr, in der Vielzahl der auftretenden unterschiedlichen Figuren, Mehrperspektivigkeit erlaubt. Bei der literarischen Gestaltung vielerlei unterschiedlicher Gestalten und Meinungen über eine Spanne von etwa 40 Jahren und drei Generationen ist der Vorwurf verständlich, dass die Komposition der Handlung bisweilen sprunghaft ist.
Von einer gelungenen psychologischen Zeichnung der Figuren spricht Ludwig Schröder. Jedoch erscheinen einige Figuren blass, wie bspw. Josefines Ehemann Conradi. Auch ist die Gegenüberstellung der preußischen Soldaten mit den rheinischen Frohnaturen zu Beginn des Romans recht holzschnitthaft. Feldwebel Rinke erinnere eher an ein „Fleisch gewordene[s] Instruktionsbuch für Unteroffiziere.“ Allerdings erntet die Komposition dieser Figur auch Lob, denn Rinke erhebe sich „in seiner Kargheit und Dürftigkeit […] doch durch einen gewissen Idealismus über die schläfrige Sattheit der in ihrem behaglichen Winkel groß gewordenen Spießbürger.“ Im Laufe der Handlung wird die Zeichnung der Figuren plastischer; insbesondere Josefine wird als „die frischeste, dichterische Gestalt des Buchs“ bezeichnet, die eine gelungene Mischung zwischen preußischem Pflichtbewusstsein und rheinischer Lebensart darstellt. Im Gegensatz zu den Frauengestalten in Viebigs Roman „Das Weiberdorf“ ist Josephine mitnichten der Typ der triebhaften Frau. Ihr Interesse an der Männerwelt hält sich, trotz sich bietender Möglichkeiten in Grenzen; zwei Heiratskandidaten lehnt sie ab. Ihre Liebesepisode mit Viktor von Clermont erinnert an Fontanes Theodor Fontane Roman Irrungen, Wirrungen: auch hier akzeptieren beide Partner die Unmöglichkeit einer ehelichen Verbindung, ohne die Regeln in Frage zu stellen, welche die Gesellschaft ihnen vorgibt.
Die stilistische Betrachtung des Romans führt zu einem gespaltenen Urteil. Joachim Burkhardt kritisiert den verbrauchten literarischen Wert einiger Formulierungen: „Über den Rhein geht ein lindes Wehen, fahle Rosen liegen auf den Gräbern, dumpfe Glockenschläge liegen über der Stadt.“ Andere Szenen hingegen, wie die erwähnte Schilderung der Volksfeste oder die Gestaltung der Massenszene beim 1848er Aufstand sind Proben von Clara Viebigs dichterischer Gestaltungskraft voller Lebendigkeit und Frische. Solcherlei Passagen haben seinerzeit den Weg in die Schulbücher der Rheinprovinz und in Anthologien gefunden.

## Werkgeschichte, Ausgaben
„Die Wacht am Rhein“ zählt zu den erfolgreichsten Büchern von Clara Viebig. Der Roman erschien zu einem günstigen Zeitpunkt, da im Jahr 1902 Düsseldorf wegen der Industrie- und Gewerbeausstellung im Mittelpunkt des öffentlichen Interesses stand.
Nach dem Vorabdruck in „Über Land und Meer“ erlebt das Buch im Jahr 1902 bei Fontane insgesamt 9 Auflagen. Dieser Erfolg setzt sich bei Fleischel und der Deutschen Verlagsanstalt fort. In den 1910er Jahren ging Clara Viebig mit diesem Roman auf Lesereisen.
1929 erschien die 44. Auflage; weitere Auflagen bei Knaur (1933) und Franke (1940).
Zahlreiche Auszüge wurden in Anthologien oder in Zeitungen abgedruckt. Für die Popularität des Werkes sorgte ab 1914 die Aufnahme der Martinszug-Passage in einigen Lesebüchern der Rheinprovinz.
Nach dem Zweiten Weltkrieg nahm der Erb-Verlag 1983 das Buch in sein Programm auf, drei Zeitungen drucken den Roman erneut in Fortsetzungen ab. Eine Neuauflage erschien 2014 im Rhein-Mosel-Verlag.

## Übersetzungen
Kurz nach der deutschen Veröffentlichung wurde der Roman ins Italienische, Französische, Russische, Norwegische und Niederländische übersetzt und außerdem in Punktschrift übertragen.
- um 1903: La Guardia al Reno (italien. ›Die Wacht am Rhein‹), übers. v. Luigi Guidi, Rom, Laziale [244 S.].
- 1906: La garde au Rhin (französ. ›Die Wacht am Rhein‹), übers. v. Béatrix Rodès, Paris: Juven [320 S.].
- 1906:Дюссельдорфскіе граждане; Dûssel’dorfskìe graždane (russ. ›Die Wacht am Rhein‹; ›Düsseldorfer Bürger‹), übers. v.R. Landau und M. Slavinskìoj, St. Petersburg: Skorohodova [122 S.].
- 1911: Et samlet folk (norweg. ›Die Wacht am Rhein‹; ›Ein geeintes Volk‹), übers. v. Nico Hambro, Kristiania: Aschehoug [196 S.].
- 1915: De Wacht aan den Rijn (niederländ. ›Die Wacht am Rhein‹), übers. v. Wilhelmine van Westhreene, Meppel: Ten Brink [267 S.].

## Sekundärliteratur
- Bernd Kortländer: Der Roman „Die Wacht am Rhein“ von Clara Viebig. In: Jörg Engelbrecht / Clemens von Looz-Corswarem (Hrsg.): Krieg und Frieden in Düsseldorf: sichtbare Zeichen der Vergangenheit. Grupello Verlag, Düsseldorf 2004 (Veröffentlichungen aus dem Stadtarchiv Düsseldorf; 10), ISBN 3-89978-003-5, S. 89–93.
- Ina Braun-Yousefi: "Die Wacht am Rhein": Düsseldorfer "Malkasten", in: Braun-Yousefi, Ina (Hrsg.): Clara Viebig - Clara Viebig neu entdeckt (Schriften zur Clara-Viebig-Forschung Bd. IV), Nordhausen: Bautz 2022 (53-57).
- Corinna Schlicht: Zur Problematik kulturbezogener Identität am Beispiel von Clara Viebigs Roman "Die Wacht am Rhein", in: Braun-Yousefi, Ina (Hrsg.): Clara Viebig - Erfüllende Sehnsucht. Reiseberichte und Momente der Erweckung (Schriften zur Clara-Viebig-Forschung Bd. V), Nordhausen: Bautz 2023 (209-226).

## Belege
1. ↑  Viebig, Clara: Die Wacht am Rhein, Berlin: Fontane, S. 36 f.
2. ↑  Viebig, Clara: Die Wacht am Rhein, Berlin: Fontane, S. 82.
3. ↑  Viebig, Clara: Die Wacht am Rhein, Berlin: Fontane, S. 178.
4. ↑  Viebig, Clara: Die Wacht am Rhein, Berlin: Fontane, S. 181 f.
5. ↑  Viebig, Clara: Die Wacht am Rhein, Berlin: Fontane, S. 293.
6. ↑  Viebig, Clara: Die Wacht am Rhein, Berlin: Fontane, S. 300.
7. ↑  Viebig, Clara: Die Wacht am Rhein, Berlin: Fontane, S. 314.
8. ↑  Viebig, Clara: Die Wacht am Rhein, Berlin: Fontane, S. 435 f.
9. ↑  Vgl. Vom Weg meiner Jugend, in: Almanach von Velhagen und Klasings Monatsheften 1908, S. 24–39.
10. ↑  Frühe ähnliche Skizzen sind z. Bsp. Am Martinsabend, in: Memoiren-Correspondenz, 1. Jg. Nr. 19/20 v. 8. November 1894 (1–2), Fastnachtsspuk, in: Der Erzähler an der Spree. Unterhaltungsbeilage der ›Deutschen Warte‹, Berlin: 6. Jg. Nr. 48 v. 26. Februar 1895 (1–2) oder Die Geschichte vom Weckmann und anderen Dingen, in: Memoiren-Correspondenz, 2. Jg. Nr. 20 (o. D., vermutlich 1895) (10–12), auch: Grundwasser, in: Memoiren-Correspondenz, 2. Jg. Nr. 5 v. 15. März 1895 (1–3).
11. ↑  Scheuffler, Gottfried: Clara Viebig. Zeit und Jahrhundert, Erfurt 1927, S. 72.
12. ↑  Kortländer, Bernd: Der Roman „Die Wacht am Rhein“ von Clara Viebig, in: Krieg und Frieden in Düsseldorf: sichtbare Zeichen der Vergangenheit, Düsseldorf 2004, S. 89–93, hier: S. 91.
13. ↑  Vgl. Hugo Aust: Clara Viebig und der historische Roman im 20. Jahrhundert, in: Volker Neuhaus und Michel Durand: Die Provinz des Weiblichen. Zum erzählerischen Werk von Clara Viebig, Bern: Peter Lang 2004 (77–96), hier: S. 81.
14. ↑  Vgl. Morisse, A.M.: Die Gestaltung des historischen Stoffes zum Kunstwerk in Clara Viebigs "Die Wacht am Rhein, in: Mitteilungen der literarischen Gesellschaft Bonn, Jg. 4, 1909 (Reproduktion Nendeln: Kraus 1975) S. 138, hier S. 109.
15. ↑  Morisse, A.M.: Die Gestaltung des historischen Stoffes zum Kunstwerk in Clara Viebigs "Die Wacht am Rhein, in: Mitteilungen der literarischen Gesellschaft Bonn, Jg. 4, 1909 (Reproduktion Nendeln: Kraus 1975) S. 138, hier S. 109.
16. ↑  Vgl. Hugo Aust: Clara Viebig und der historische Roman im 20. Jahrhundert, in: Volker Neuhaus und Michel Durand: Die Provinz des Weiblichen. Zum erzählerischen Werk von Clara Viebig, Bern: Peter Lang 2004 (77–96), hier: S. 82–83.
17. ↑  Vgl. Ludwig Schröder: Clara Viebig (Einleitung), in: Clara Viebig: Simson und Delila, Leipzig, Max Hesse, um 1907, S. 16.
18. ↑  Aram, Kurt: Drei neue Frauenbücher von gestern, in; Die Nation, XIX. Jg., H. 33, 1902, S. 522–524, hier S. 524.
19. ↑  Hegeler, Wilhelm: Clara Viebigs neuer Roman, in: Die Zeit v. 5. April 1902, Wien, 21. Jg. Nr. 392, S. 8–8, hier: S. 9.
20. ↑  F. Hans: Gute Romane, in: Kunstwart, München 1902, 1. Juniheft, S. 190–193, hier: S. 192.
21. ↑  Burkhardt, Jochen: Blick ins 19. Jahrhundert, in: Der Tagesspiegel Nr. 11816 vom 5. August 1984, S. 47.
22. ↑  Vgl. Clara Viebig: Martinsfeuer, in: Herd und Scholle. Lesebuch für ländliche Fortbildungsschulen der Rheinprovinz, hrsg. v. rheinischen Schulmännern, Leipzig: Teubner 1914 (174).
23. ↑  Vgl. Ludwig Schröder: Clara Viebig (Einleitung), in: Clara Viebig: Simson und Delila, Leipzig, Max Hesse, um 1907, S. 13.
24. ↑  Vgl. Carola Stern: Kommen Sie, Cohn! Friedrich Cohn und Clara Viebig, Köln: Kiepenheuer & Witsch 2006 S. 93.
25. ↑   Viebig, Clara: Die Wacht am Rhein, Berlin 1940, Paul Franke, S. 127 bzw. Auslassung S. 128.